# Pelagius (monnik)

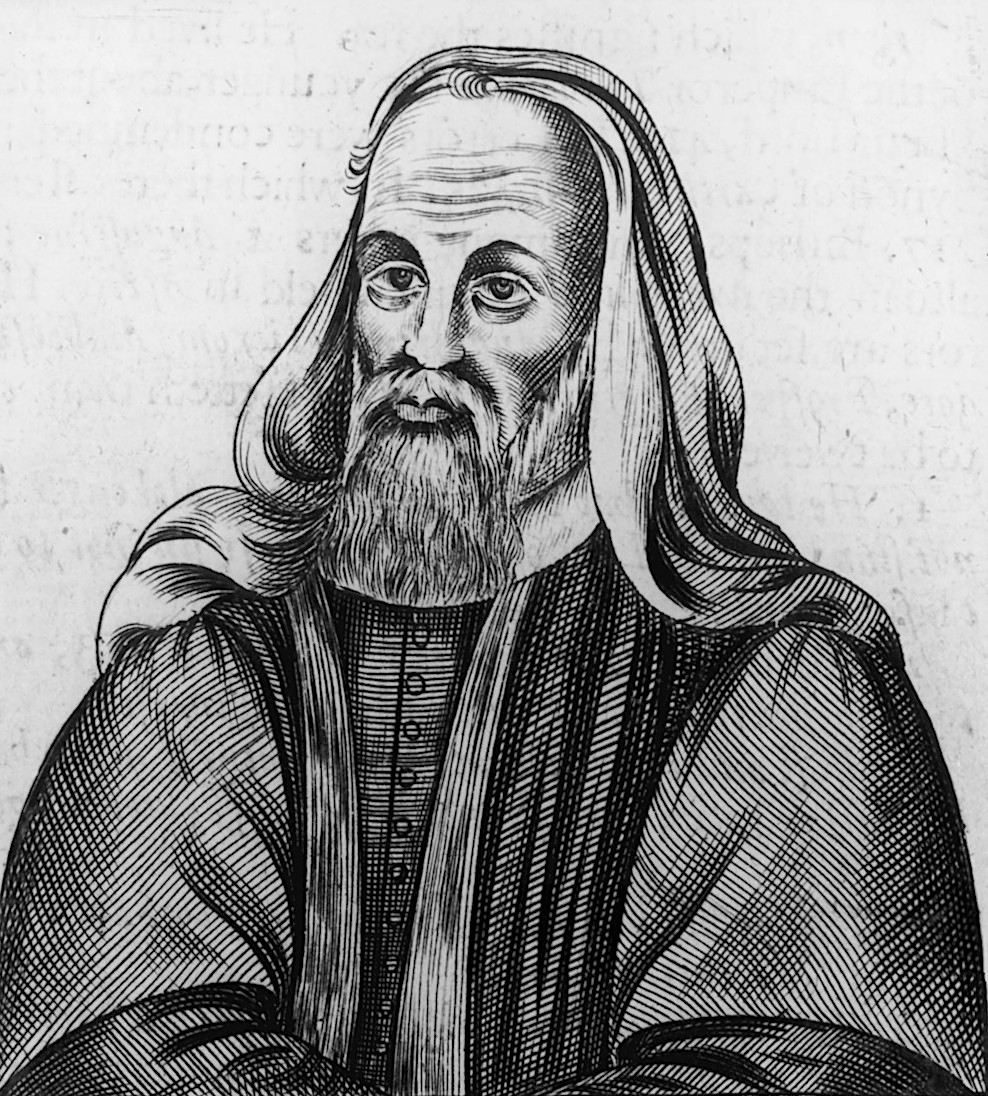

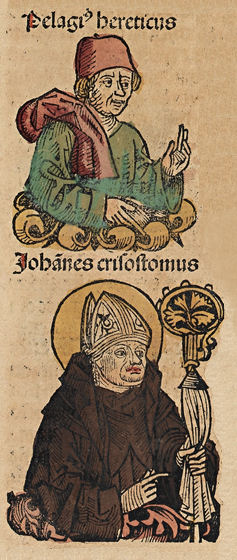
Pelagius en Johannes Chrysostomus (ca. 349-407), illustratie uit de Nuremberg Kroniek, 135r, 1493

Pelagius ('zeeman' in het Oudgrieks) was een Britse monnik die leefde in de vierde en vijfde eeuw na Christus. Hij is gestorven na 418. Sommigen veronderstellen dat hij geleefd heeft van ongeveer 360 tot 435. Pelagius was gevormd in de cultuur van het Keltisch christendom.

## Pelagius' leer
Pelagius wordt vooral in verband gebracht met de theologische strijd over kwesties als vrije wil, genade, erfzonde en kinderdoop. Pelagius stelde dat de vrije wil van de mens ook na de zondeval intact was en ontkende de erfzonde. Hij stond hierin lijnrecht tegenover zijn tijdgenoot Augustinus. Ook met kerkvader Hiëronymus en Paulus Orosius was hij in conflict.
Pelagius, die in zijn eigen tijd een alom gerespecteerde en geleerde geestelijke was, was van mening dat de mens een voluit vrije wil had. Er bestond niet zoiets als erfzonde: kinderen waren volgens hem bij hun geboorte even onschuldig als Adam in de Hof van Eden. Het komt er dan ook op aan voor de mens om deugdzaam te leven: het goede zou uiteindelijk beloond worden en het kwade gestraft. Als hulp heeft God in het Oude Testament de Wet (in engere zin de Tien geboden) en in het Nieuwe Testament het voorbeeld van Jezus Christus gegeven.
Vaak wordt gesteld dat Pelagius het belang van Jezus' werk teruggebracht heeft tot een voorbeeldfunctie ('exemplaristische soteriologie'), maar dat is niet terecht. Die voorbeeldfunctie neemt bij hem een belangrijke plaats in, maar daarnaast interpreteerde hij Jezus' kruisdood in termen van verzoening van zonden.  
Pelagius' denken vertoont gelijkenissen met de Griekse Stoa vanwege het grote belang van de moraal of het leiden van een heilig leven, maar in zijn geschriften wordt de Stoa niet vermeld. Zijn grootste theologische werken bestaan niet meer. Wel baseerde hij zijn leer steeds op de Bijbelse gegevens. Hij schreef onder meer een lijvig commentaar op de brieven van Paulus.

## Hiëronymus
Het conflict met Augustinus kwam voort uit Pelagius' strijd met Hiëronymus, met wie hij (anders dan met Augustinus) persoonlijk heeft kennisgemaakt, hoogst waarschijnlijk in de jaren 382-385, toen Hiëronymus in Rome was. Ze hadden het in 394 al met elkaar aan de stok, twee decennia voordat de 'pelagiaanse controverse' begon. Hiëronymus schrijft voor het eerst over Pelagius (hoewel niet met naam genoemd) in zijn 'vijftigste brief', aan zijn vriend Domnio in Rome. Toen stond Pelagius al bekend als een 'monnik', die openlijk kritiek op Hiëronymus uitte en om diens Adversus Iovinianem, dat in 393 in Rome verschenen was. Pelagius schreef zijn De natura (Over de natuur) en De libero arbitrio (over de  vrije wil) in de context van het conflict met Hiëronymus. Toen Augustinus De natura in 415 onder ogen kreeg, besloot hij dat Pelagius zo'n gevaarlijk karakter had, dat hem 'de oorlog moest worden verklaard'.
Hiëronymus had al eerder een conflict gehad met Jovinianus en Rufinus van Aquieleia, die hem erop hadden gewezen dat Hiëronymus zelf grote waardering had gehad voor Origenes. Hiëronymus had daar uiting van gegeven in zijn eerdere werk, commentaar op Efeziërs (circa 387-389). De geschriften van Origenes waren inmiddels veroordeeld, waardoor Hiëronymus zichzelf moest vrijpleiten van ketterij. Rufinus had Origenes' commentaar op Romeinen vertaald in het Latijn, een werk dat Pelagius bestudeerde. Rufinus vertaalde ook de Spreuken van Sextus in het Latijn, die veel invloed op Pelagius' leer zouden hebben. Hiëronymus zag Sextus als een heiden, een pythagorese filosoof, terwijl hij onder meer door Rufinus en Pelagius als de bisschop Sixtus van Rome werd gezien, die in 258 een martelaarsdood was gestorven. Daarom noemde Hiëronymus Pelagius een leerling van zowel Jovinianus, Rufinus, Origenes als Sextus. 
Toen Pelagius in 414 naar Bethlehem kwam, woonden hij en Hiëronymus in dezelfde stad. Pelagius gebruikte de argumenten die Jovinianus eerder tegen Hiëronymus had gebruikt. Hiëronymus had gehoopt dat die discussie achter hem lag en niet opnieuw tot leven zou worden gewekt. Hiëronymus verdedigde zich door een tegenaanval en noemde Pelagius zelf een leerling van de ketter Origenes. Pelagius had kritiek op Hiëronymus' negatieve visie op het huwelijk, zoals dat naar voren kwam in Adversus Iovinianem. Pelagius zou ook Augustinus confronteren met diens eerdere theologische werken.

## Augustinus
Pelagius is in zijn tijd bestreden door Augustinus van Hippo, die het concept van de erfzonde uiterst serieus nam. Deze leerde dat verlossing voluit genade is, en dat het gehoorzamen aan Gods opdracht juist een resultaat is van die genade, in plaats van andersom. De goede werken waren volgens Augustinus zelfs niet mogelijk zonder het voorafgaande werk van Gods genade. “Voor Augustinus is verlossing een onverdiende gave; voor Pelagius is verlossing een terecht verdiende beloning” (McGrath, 1990).    
Augustinus beschreef Pelagius aanvankelijk als een "heilig man" maar kwam daar later van terug. Ook Pelagius van zíjn kant had grote bewondering getoond voor Augustinus' drie boeken Over de vrije keuze, die hij gedurende zes tot zeven jaren schreef, twee jaar na zijn bekering tot het katholieke christelijke geloof. Het was Augustinus' werk Belijdenissen, dat Pelagius schokte. Volgens Augustinus was de mens niet vrij om zonde te weerstaan: hij kon niet anders dan zondigen ('non possum non peccare', ik kan niet anders dan zondigen). Augustinus reageerde op Pelagius' Over de natuur met het boek Over de natuur en genade. Augustinus was daarin afgeweken van zijn eerdere idee van de mens, die autonoom zijn keuze maakte tussen morele mogelijkheden en was gekomen tot het beeld van de mens die zich onafwendbaar naar God toe of van hem af keerde. Naar God wendde de mens zich enkel nog, volgens Augustinus, door de kracht van de genade, die van God en niet van de mens kwam.    
Pelagius werd pas gevaarlijk voor Augustinus toen deze in zijn boek Over de natuur niet alleen Lactantius, Hilarius van Poitiers, Ambrosius, Johannes Chrysostomus, Sixtus de Martelaar en Hiëronymus citeerde, maar ook (de jongere) Augustinus zelf. Pelagius bleek geen trotse vernieuwer, onbekend met de christelijke theologie, maar iemand die grondig het werk van gerespecteerde auteurs had bestudeerd. Toen Pelagius met de stem van de Katholieke Kerk leek te spreken, voelde Augustinus zich bedreigd.  
Er wordt wel gezegd dat Pelagius met zijn ideeën de individuele mens veel vrijheid toekende, en verantwoordelijkheid voor de eigen daden. Pelagius zou hiermee tevens verwoord hebben wat vele gewone gelovigen dachten.

## Na 380
Pelagius trok rond 380 naar Rome. Pelagius en zijn volgeling Caelestius vluchtten naar Carthago toen Alarik I Rome in 410 brandschatte. In 411 werd bij het 15e Concilie van Carthago het pelagianisme veroordeeld. De Noord-Afrikaanse kerk bleef erbij dat Pelagius zijn inzichten moest herroepen, en kreeg daarbij de steun van paus Innocentius I die Pelagius, in latere instantie, veroordeelde. Eerder, op de synode in Jeruzalem in juli 415, in het leven geroepen door Johannes II, bisschop van Jeruzalem, een vriend van Pelagius, was Pelagius' leer orthodox verklaard. 
Augustinus riep opnieuw een synode bijeen, ditmaal in december 415 in Diospolis (Lydda). Weer wist Pelagius de  verzamelde bisschoppen te overtuigen en werd hij vrijgesproken van ketterij. Toen kwamen er synodes in Afrika, waaronder het Concilie van Carthago in 418, en het besluit werd met een aanbeveling naar de paus opgestuurd dat als Pelagius vrijuit ging de katholieke kerk "de autoriteit zou verliezen die ze nog pas was begonnen op te bouwen als de enige macht die de mens kon bevrijden van zichzelf". Toen excommuniceerde paus Innocentius alle pelagianen, maar hij stierf drie maanden later. De Britse monnik reageerde door in een boek een verweerschrift/geloofsbelijdenis te schrijven en dat met enkele aanbevelingsbrieven naar Rome te sturen. Inmiddels was Innocentius overleden en diens opvolger paus Zosimus was dusdanig onder de indruk van het verweer, dat hij Pelagius en zijn medestander Caelestius vrijsprak.

## Veroordeling
Binnen een jaar herriep Zosimus dat oordeel echter onder druk van met name de Noord-Afrikaanse kerk en de toenmalige keizer Honorius die in Ravenna verbleef - waarmee ook een politieke component van het debat aan het licht komt. Nu argumenten hadden gefaald, wendde Augustinus andere middelen aan: lobbyen bij de wereldlijke macht. Hij stuurde zijn vriend bisschop Alypius met een delegatie naar Honorius en schonk hem tachtig Numidische paarden. Honorius koos na ongeregeldheden in Rome de kant van Augustinus en zijn aanhangers. 
Waarschijnlijk had Alypius de pelagianen als aanstichters van een sociale revolutie afgeschilderd. Zo werden in 418 bij het 'decreet van Ravenna tegen de rustverstoorders in de kerk' alle pelagianen uit de kerk gestoten en uit Italië verbannen. Tot driemaal toe zou dat gebeuren. Honorius zette Zosimus onder druk. Hij zou zijn soldaten Rome laten plunderen als hij Pelagius niet veroordeelde. Zosimus ging overstag en liet Pelagius officieel veroordelen. Pelagius' leer werd godslasterlijk verklaard en iedere aanhanger kon worden aangegrepen, aangeklaagd en verbannen. Enige tijd later volgde een decreet met de verbeurdverklaring van de bezittingen van pelagianen, waarbij de aanklager deelde in de opbrengst van de goederen. Na zijn veroordeling en excommunicatie door paus Zosimus, werd Pelagius uit Jeruzalem verbannen. Cyrillus van Alexandrië stond hem toe dat hij zich in Egypte vestigde. Daarna werd van Pelagius niets meer vernomen.
Uiteindelijk werd het pelagianisme op het derde Oecumenische Concilie van Efeze (431) als ketterij veroordeeld - of iets preciezer gezegd: Caelestius en zijn leer werden veroordeeld, maar zonder erop in te gaan en zonder de naam van Pelagius zelf te noemen.

## Postume invloed
De ideeën van Pelagius zijn in de loop van de kerkgeschiedenis steeds weer bovengekomen, vaak als tegenwicht tegen een al te eenzijdige interpretatie van Augustinus' leer van de predestinatie. Zonder zich expliciet op Pelagius te beroepen, kwamen ook anderen (zoals Siger van Brabant, een tijdgenoot van Thomas van Aquino) op dergelijke ideeën. Calvijn koos evenals Augustinus voor een voluntaristische benadering van de gronden voor verdienste: de waarde van een menselijke daad berust niet op de inherente waarde van deze daad, maar is alleen gegrond in de waarde welke God verkiest eraan te geven. De waarde van een offer wordt alleen bepaald door de goddelijke wil (McGrath, 1990, pp. 60-63). Ook het beroemde debat tussen Luther en Erasmus vertoont gelijkenis met de pelagiaanse strijd.

## Werken
- Over de Natuur (De natura)
- Verdediging van de Vrije Wil (De libero arbitrio)
- Brief aan Demetrias (Epistola ad Demetriam), aan een meisje uit de gens Anicia
- Commentaren op de Brieven van Sint Paulus (Commentarii in epistolas S. Pauli)
- Over Geloof in de Drie-Eenheid: Drie Boeken (De fide Trinitatis libri III)
- Fragmenten uit de goddelijke Geschriften: Boek Een (Eclogarum ex divinis Scripturis)